# کارل ریستیکیوی
کارل ریستیکیوی (استونیایی: Karl Ristikivi; ۱۶ اکتبر ۱۹۱۲ – ۱۹ ژوئیهٔ ۱۹۷۷) نویسنده اهل استونی بود. وی به دلیل رمان‌های تاریخی خود جزء بهترین نویسندگان استونیایی محسوب میشود.